# ایزوپروپیل میریستات
ایزوپروپیل میریستات (به انگلیسی: Isopropyl myristate) با فرمول شیمیایی C۱۷H۳۴O۲ یک ترکیب شیمیایی است. که جرم مولی آن ۲۷۰٫۴۵۱ g/mol می‌باشد. 